# Coleophora poecilella
Coleophora poecilella é uma espécie de mariposa do gênero Coleophora pertencente à família Coleophoridae.